# MRNA-4157/V940
mRNA-4157/V940 – eksperymentalny lek badany pod kątem zastosowania przeciwko nowotworom skóry i trzustki.

## Historia
mRNA-4157/V940 został opracowany przez firmę Moderna. W 2022 roku Moderna i Merck wspólnie wprowadziły mRNA-4157/V940 do badań klinicznych w połączeniu z pembrolizumabem, lekiem stosowanym przy immunoterapii raka firmy Merck. W lutym 2023 r. Agencja ds. Żywności i Leków przyznała mRNA-4157/V940 status terapii przełomowej.

## Mechanizm działania
mRNA-4157/V940 to szczepionka przeciwnowotworowa oparta na mRNA. Kiedy stosowana, wytwarzane jest jedno z kilkudziesięciu możliwych nieprawidłowych białek powszechnie występujących w tkankach nowotworowych. Produkcja tych białek ma na celu wywołanie odpowiedzi immunologicznej. mRNA-4157/V940 podaje się pacjentom po zsekwencjonowaniu ich guzów i zidentyfikowaniu nieprawidłowych białek. Lek jest następnie dostosowywany do guza pacjenta, co czyni go przykładem medycyny spersonalizowanej.
Stwierdzono, że stosowanie mRNA-4157 w połączeniu z lekiem Keytruda (Pembrolizumab) zmniejsza ryzyko nawrotu lub zgonu o 44% u pacjentów, którzy przeszli operację usunięcia przerzutowych czerniaków 13 tygodni przed podaniem leku w badaniach klinicznych II fazy.